# Церква Пресвятої Трійці (Малашівці)
Церква Пресвятої Трійці в Малашівцях — парафія і храм греко-католицької громади Залозецького деканату Тернопільсько-Зборівської архієпархії Української греко-католицької церкви в селі Малашівці Тернопільського району Тернопільської области.
Оголошена пам'яткою архітектури місцевого значення (охоронний номер 2043).

## Історія церкви
Парафія, заснована у 1473 році, спочатку належала до Галицької єпархії Київської православної митрополії, а з XVIII століття до 1946 року була греко-католицькою. Храм, збудований у 1906 році за кошти жителів села, освятив у травні того ж року Галицький митрополит Андрей Шептицький. З 1946 по 1963 роки парафія і храм перебували в складі російського православ'я, а у 1990 році знову повернулися в лоно УГКЦ.
У 2009 році з єпископською візитацією парафію відвідав владика Василій Семенюк.
При храмі діють парафіяльне братство Матері Божої Неустанної Помочі та Марійська дружина. У власності парафії є проборство, яке нині використовується як лікарня.

## Парохи
- о. Теодор Брилінський (1785),
- о. Онуфрій Ломиковський (1787),
- о. Лука Луганський (1812),
- о. Іван Брилінський (1814),
- о. Іларіон Сніжинський (1840),
- о. Лука Авдикович (1868),
- о. Іван Сніжинський (1869),
- о. Станіслав Новосад (1873),
- о. Єраст Ходоровський (1877),
- о. Микола Бріль (1922, 1924),
- о. Филимон Побігушка (1924),
- о. Теодор Бутга (1927),
- о. Микола Салій (1932, 1940),
- о. Андрій Піджарко (1932),
- о. Микола Задорожний (1940),
- о. Тарас Турчин (1944—1947),
- о. Роман Дурбак (1947—1964),
- о. Михайло Чайківський (1990—1995),
- о. Корнелій Івашків (1995),
- о. Михайло Коваль (1995—1996),
- о. Володимир Заболотний (1996—1997),
- о. Григорій Мисан (1997—1998),
- о. Богдан Домінський (1999),
- о. Пилип Безпалько (1999—2005),
- о. Дмитро Мельничук (з 1 січня 2006).